# Стёртевант, Эдгар Говард
Эдгар Говард Стёртевант (англ. Edgar Howard Sturtevant; 7 марта 1875, Джэксонвилл, штат Иллинойс — 1 июля 1952, Бранфорд, штат Коннектикут) — американский языковед. Старший брат Альфреда Стёртеванта.

## Биография
Внук Джулиана Монсона Стёртеванта, одного из основателей Иллинойсского колледжа. Окончив в 1898 году университет штата Индиана, в 1901 году защитил кандидатскую диссертацию по падежным формам латинского языка в Чикагском университете. Далее преподавал классическую филологию в Колумбийском университете (1907—1920), затем перевёлся на факультет лингвистики в Йельский (с 1923); с 1927 года — профессор. Проводил полевые исследований индейских языков и современного варианта английского языка. Будучи наряду с Морисом Блумфилдом и Джорджем Боллингом одним из членов организационного комитета по учреждению лингвистического общества США (1924), с 1931 года являлся его президентом. Организовал Летние лингвистические институты (1928 год).
Основные труды Стёртеванта лежат в области сравнительно-исторического индоевропейского языкознания (ларингальная теория, «индо-хеттская гипотеза»), хеттского языка, общего языкознания и классической филологии. Явился отцом индо-хеттской гипотезы, впервые сформулированной в 1926 году и основанной на его плодотворном труде, результатом чего явилось установление индоевропейского характера хеттского языка (и анатолийских языков в общем) и наличия в хеттском более архаичных черт, чем обычно до того реконструируемые формы для праиндоевропейского. Автор первой научно приемлемой грамматики, хрестоматии и словаря. Сформулировал закон Стёртеванта (удвоенное написание хеттских срединных смычных соответствует индоевропейским глухим смычным или их эквивалентам). Заложил основы того, что впоследствии получило название закона Гётце-Виттмана (Goetze — Wittmann) (спирантизация нёбных смычных перед u в качестве основы происхождения centum-satem изоглоссы). Пересмотренное в 1951 году издание грамматики хеттского языка по-прежнему актуально, хотя в 2008 году появилась более полная грамматика Хоффнера-Мелчерта.

## Сочинения
- Linguistic change. An introduction to the historical study of language, 2 ed., Chi., 1942
- A comparative grammar of the Hittite language, Phil., 1933; 2 rev. ed., v. I, New Haven, 1951 (совм. с E. A. Hahn)
- A Hittite glossary, 2 ed., Phil., 1936
- Linguistic change. An introduction to the historical study of language, 2 ed., Chi., 1942
- Sturtevant, Edgar H. (1931). Hittite glossary: words of known or conjectured meaning, with Sumerian ideograms and Accadian words common in Hittite texts. Language, Vol. 7, No. 2, pp. 3-82., Language Monograph No. 9.
- Sturtevant, Edgar H. (1932). «The Development of the Stops in Hittite». Journal of the American Oriental Society (Journal of the American Oriental Society, Vol. 52, No. 1) 52 (1): 1-12. doi:10.2307/593573. JSTOR 593573.
- Sturtevant, Edgar H. (1940). The pronunciation of Greek and Latin. 2d. ed. Philadelphia: Linguistic Society of America, 1940. Review at Whatmough, J., «The Pronunciation of Greek and Latin by Edgar H. Sturtevant», Classical Philology, Vol. 36, No. 4 (Oct., 1941), pp. 409—411.
- Sturtevant, Edgar H. A. (1933, 1951). Comparative Grammar of the Hittite Language. Rev. ed. New Haven: Yale University Press, 1951. First edition: 1933.
- Sturtevant, Edgar H. A. (1942). The Indo-Hittite laryngeals. Baltimore: Linguistic Society of America.
- Sturtevant, Edgar H. (1940). «Evidence for voicing in Hittite g». Language (Language, Vol. 16, No. 2) 16 (2): 81-87. doi:10.2307/408942. JSTOR 408942.[1]
- Sturtevant, Edgar H. A., & George Bechtel (1935). A Hittite Chrestomathy. Baltimore: Linguistic Society of America.